# Grand Prix Wielkiej Brytanii 1992

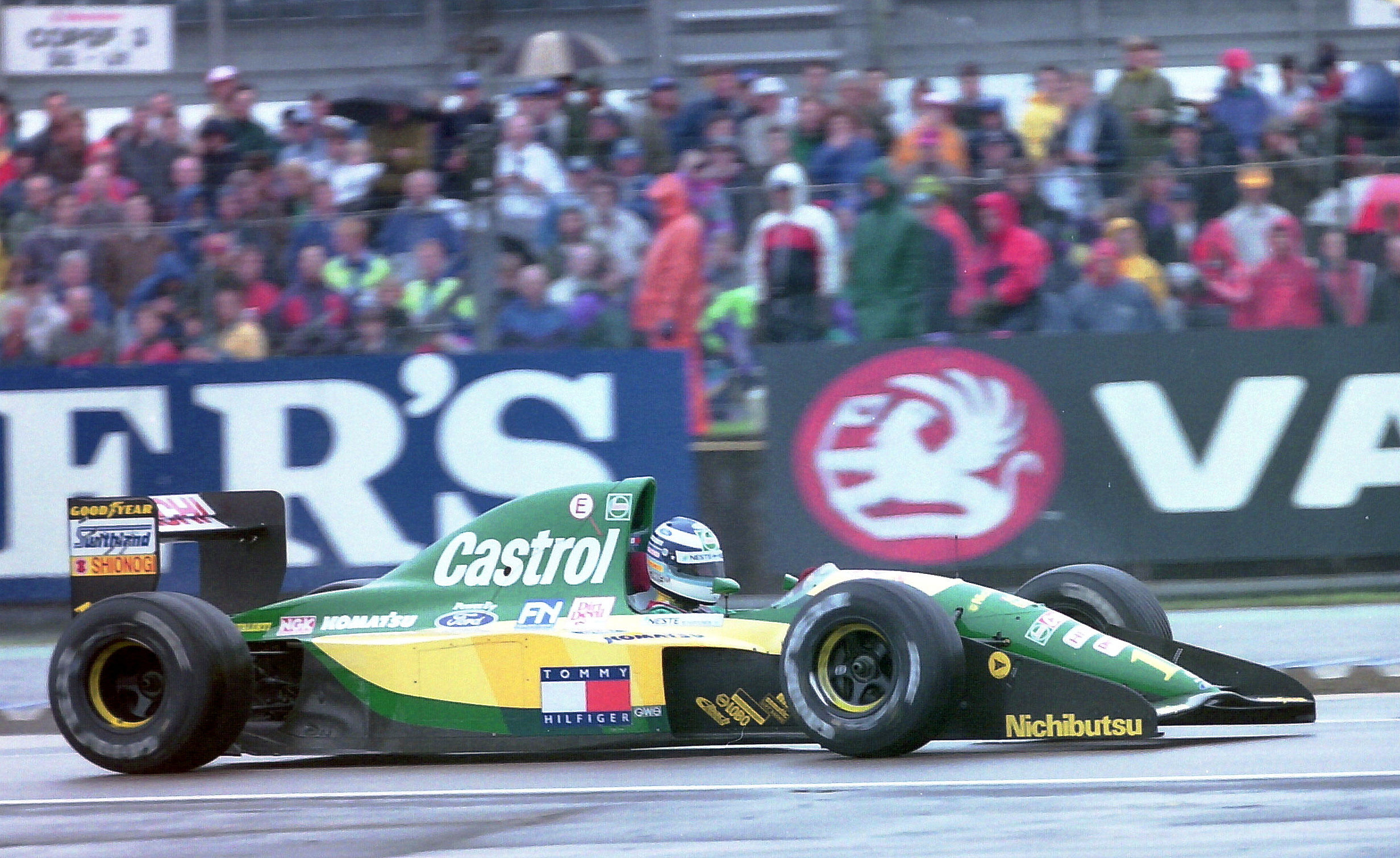
Mika Häkkinen podczas Grand Prix Wielkiej Brytanii 1992

Grand Prix Wielkiej Brytanii 1992 (oryg. Foster's British Grand Prix) – dziewiąta runda Mistrzostw Świata Formuły 1 w sezonie 1992, która odbyła się 12 lipca 1992, po raz 26. na torze Silverstone.
45. Grand Prix Wielkiej Brytanii, 43. zaliczane do Mistrzostw Świata Formuły 1.

## Wyniki

### Kwalifikacje
| P                          | Nr | Kierowca           | Konstruktor(-silnik)  | Opony | Czas     | Odstęp   | Strata   |
| -------------------------- | -- | ------------------ | --------------------- | ----- | -------- | -------- | -------- |
| 1                          | 5  | Nigel Mansell      | Williams-Renault      | G     | 1:18.965 | -        | -        |
| 2                          | 6  | Riccardo Patrese   | Williams-Renault      | G     | 1:20.884 | 0:01.919 | 0:01.919 |
| 3                          | 1  | Ayrton Senna       | McLaren-Honda         | G     | 1:21.706 | 0:00.822 | 0:02.741 |
| 4                          | 19 | Michael Schumacher | Benetton-Ford         | G     | 1:22.066 | 0:00.360 | 0:03.101 |
| 5                          | 2  | Gerhard Berger     | McLaren-Honda         | G     | 1:22.296 | 0:00.230 | 0:03.331 |
| 6                          | 20 | Martin Brundle     | Benetton-Ford         | G     | 1:23.489 | 0:01.193 | 0:04.524 |
| 7                          | 12 | Johnny Herbert     | Lotus-Ford            | G     | 1:23.605 | 0:00.116 | 0:04.640 |
| 8                          | 27 | Jean Alesi         | Ferrari               | G     | 1:23.723 | 0:00.118 | 0:04.758 |
| 9                          | 11 | Mika Häkkinen      | Lotus-Ford            | G     | 1:23.813 | 0:00.090 | 0:04.848 |
| 10                         | 26 | Érik Comas         | Ligier-Renault        | G     | 1:23.957 | 0:00.144 | 0:04.992 |
| 11                         | 29 | Bertrand Gachot    | Larrousse-Lamborghini | G     | 1:24.065 | 0:00.108 | 0:05.100 |
| 12                         | 9  | Michele Alboreto   | Footwork-Mugen-Honda  | G     | 1:24.198 | 0:00.133 | 0:05.233 |
| 13                         | 25 | Thierry Boutsen    | Ligier-Renault        | G     | 1:24.545 | 0:00.347 | 0:05.580 |
| 14                         | 28 | Ivan Capelli       | Ferrari               | G     | 1:24.558 | 0:00.013 | 0:05.593 |
| 15                         | 15 | Gabriele Tarquini  | Fondmetal-Ford        | G     | 1:24.761 | 0:00.203 | 0:05.796 |
| 16                         | 30 | Ukyō Katayama      | Larrousse-Lamborghini | G     | 1:24.851 | 0:00.090 | 0:05.886 |
| 17                         | 10 | Aguri Suzuki       | Footwork-Mugen-Honda  | G     | 1:24.924 | 0:00.073 | 0:05.959 |
| 18                         | 4  | Andrea de Cesaris  | Tyrrell-Ilmor         | G     | 1:24.984 | 0:00.060 | 0:06.019 |
| 19                         | 21 | JJ Lehto           | Dallara-Ferrari       | G     | 1:25.037 | 0:00.053 | 0:06.072 |
| 20                         | 3  | Olivier Grouillard | Tyrrell-Ilmor         | G     | 1:25.096 | 0:00.059 | 0:06.131 |
| 21                         | 16 | Karl Wendlinger    | March-Ilmor           | G     | 1:25.123 | 0:00.027 | 0:06.158 |
| 22                         | 22 | Pierluigi Martini  | Dallara-Ferrari       | G     | 1:25.221 | 0:00.098 | 0:06.256 |
| 23                         | 32 | Stefano Modena     | Jordan-Yamaha         | G     | 1:25.362 | 0:00.141 | 0:06.397 |
| 24                         | 33 | Maurício Gugelmin  | Jordan-Yamaha         | G     | 1:25.988 | 0:00.626 | 0:07.023 |
| 25                         | 24 | Gianni Morbidelli  | Minardi-Lamborghini   | G     | 1:25.998 | 0:00.010 | 0:07.033 |
| 26                         | 8  | Damon Hill         | Brabham-Judd          | G     | 1:26.378 | 0:00.380 | 0:07.413 |
| Nie zakwalifikowali się    |    |                    |                       |       |          |          |          |
|                            | 23 | Alessandro Zanardi | Minardi-Lamborghini   | G     | 1:26.458 | 0:00.080 | 0:07.493 |
|                            | 17 | Paul Belmondo      | March-Ilmor           | G     | 1:27.995 | 0:01.537 | 0:09.030 |
|                            | 14 | Andrea Chiesa      | Fondmetal-Ford        | G     | 1:28.452 | 0:00.457 | 0:09.487 |
|                            | 7  | Eric van de Poele  | Brabham-Judd          | G     | 1:28.719 | 0:00.267 | 0:09.754 |
| Nie przedkwalifikowali się |    |                    |                       |       |          |          |          |
|                            | 34 | Roberto Moreno     | Moda-Judd             | G     | 1:30.592 | 0:01.873 | 0:11.627 |
|                            | 35 | Perry McCarthy     | Moda-Judd             | G     | 1:46.719 | 0:16.127 | 0:27.754 |
| P                          | Nr | Kierowca           | Konstruktor(-silnik)  | Opony | Czas     | Odstęp   | Strata   |

### Wyścig
| Pos | No | Kierowca           | Konstruktor           | Okrążeń | Czas/powód NU | Poz. Start. | Punktów |
| --- | -- | ------------------ | --------------------- | ------- | ------------- | ----------- | ------- |
| 1   | 5  | Nigel Mansell      | Williams-Renault      | 59      | 1:25:42.991   | 1           | 10      |
| 2   | 6  | Riccardo Patrese   | Williams-Renault      | 59      | + 39.094      | 2           | 6       |
| 3   | 20 | Martin Brundle     | Benetton-Ford         | 59      | + 48.395      | 6           | 4       |
| 4   | 19 | Michael Schumacher | Benetton-Ford         | 59      | + 53.267      | 4           | 3       |
| 5   | 2  | Gerhard Berger     | McLaren-Honda         | 59      | + 55.795      | 5           | 2       |
| 6   | 11 | Mika Häkkinen      | Lotus-Ford            | 59      | + 1:20.138    | 9           | 1       |
| 7   | 9  | Michele Alboreto   | Footwork-Mugen-Honda  | 58      | + 1 Okrążenie | 12          |         |
| 8   | 26 | Érik Comas         | Ligier-Renault        | 58      | + 1 Okrążenie | 10          |         |
| 9   | 28 | Ivan Capelli       | Ferrari               | 58      | + 1 Okrążenie | 14          |         |
| 10  | 25 | Thierry Boutsen    | Ligier-Renault        | 57      | + 2 Okrążeń   | 13          |         |
| 11  | 3  | Olivier Grouillard | Tyrrell-Ilmor         | 57      | + 2 Okrążeń   | 20          |         |
| 12  | 10 | Aguri Suzuki       | Footwork-Mugen-Honda  | 57      | + 2 Okrążeń   | 17          |         |
| 13  | 21 | Jyrki Järvilehto   | Dallara-Ferrari       | 57      | + 2 Okrążeń   | 19          |         |
| 14  | 15 | Gabriele Tarquini  | Fondmetal-Ford        | 57      | + 2 Okrążeń   | 15          |         |
| 15  | 22 | Pierluigi Martini  | Dallara-Ferrari       | 56      | + 3 Okrążeń   | 22          |         |
| 16  | 8  | Damon Hill         | Brabham-Judd          | 55      | + 4 Okrążeń   | 26          |         |
| 17  | 24 | Gianni Morbidelli  | Minardi-Lamborghini   | 53      | Silnik        | 25          |         |
| NU  | 1  | Ayrton Senna       | McLaren-Honda         | 52      | Skrz. biegów  | 3           |         |
| NU  | 4  | Andrea de Cesaris  | Tyrrell-Ilmor         | 46      | Wypadł z toru | 18          |         |
| NU  | 27 | Jean Alesi         | Ferrari               | 43      |               | 8           |         |
| NU  | 32 | Stefano Modena     | Jordan-Yamaha         | 43      | Silnik        | 23          |         |
| NU  | 33 | Maurício Gugelmin  | Jordan-Yamaha         | 37      | Silnik        | 24          |         |
| NU  | 29 | Bertrand Gachot    | Larrousse-Lamborghini | 32      | Koło          | 11          |         |
| NU  | 12 | Johnny Herbert     | Lotus-Ford            | 31      | Skrz. biegów  | 7           |         |
| NU  | 16 | Karl Wendlinger    | March-Ilmor           | 27      | Skrz. biegów  | 21          |         |
| NU  | 30 | Ukyō Katayama      | Larrousse-Lamborghini | 27      | Skrz. biegów  | 16          |         |
| NZ  | 23 | Alessandro Zanardi | Minardi-Lamborghini   |         |               |             |         |
| NZ  | 17 | Paul Belmondo      | March-Ilmor           |         |               |             |         |
| NZ  | 14 | Andrea Chiesa      | Fondmetal-Ford        |         |               |             |         |
| WD  | 7  | Eric van de Poele  | Brabham-Judd          |         |               |             |         |
| NPK | 34 | Roberto Moreno     | Moda-Judd             |         |               |             |         |
| NPK | 35 | Perry McCarthy     | Moda-Judd             |         |               |             |         |